# Ступка Остап Богданович
Сту́пка Оста́п Богда́нович (нар. 2 вересня 1967, Львів, Українська РСР) — український актор театру, кіно та дубляжу, телеведучий. Народний артист України (2009), лауреат Мистецької премії «Київ» імені Амвросія Бучми. Син Богдана Ступки та батько Дмитра Ступки.

## Життєпис
Народився 2 вересня 1967 року у Львові в родині актора Богдана Ступки.
У 1988 році закінчив Київський інститут театрального мистецтва ім. Карпенка-Карого (курс Леоніда Олійника). З 1988 року актор Національного академічного драматичного театру імені Івана Франка.
Працював на телебаченні ведучим шоу-програми «Перший мільйон» — українська версія проєкту «Хто хоче стати мільйонером?».

## Нерозбірливість у зображенні українців
Зіграв роль командира загону УПА у стрічці «Ми з майбутнього 2», що викликало негативні відгуки телекритиків.. Міністерство культури і туризму України не рекомендувало фільм до показу в Україні через його провокаційний зміст і розпалювання міжнаціональної ворожнечі (також див. фільм «Матч» тощо).

## Скандали
4 квітня 2023 року в центрі Києва на своєму авто Land Rover виїхав на зустрічну смугу та врізався у припаркований автомобіль, жінка в цьому авто отримала травми. Ступка перебував у стані сп'яніння (1,62 проміле алкоголю за допустимої норми 0,3 проміле).
Ступка в суді обіцяв надавати допомогу потерпілому, але за даними потерпілого, Остап тричі відвідав його у лікарні й частково покрив витрати на лікування (20 тис. грн).
У червні 2023 року Ступці подовжили запобіжний захід (нічний домашній арешт) до 5 липня.
24 листопада 2023 року Остапа Ступку було засуджено Голосіївським районним судом міста Києва до обмеження волі на три роки з позбавленням права керувати транспортними засобами на 8 років. Крім того, з нього буде стягнуто близько 10 тисяч гривень, які були використані на проведення експертиз. Ступку звинуватили у вчиненні ДТП у стані алкогольного сп'яніння, внаслідок якої постраждала людина. Обмеження волі не означає ізоляції засудженого від суспільства, але захист Ступки планує подавати апеляційну скаргу. Прокуратура міста Києва оскаржила вирок до 3 років позбавлення волі, винесений актору Остапу Ступці за ДТП у стані алкогольного сп'яніння, стверджуючи, що покарання було занадто м'яким.

## Родина
Батько — актор, Народний артист СРСР Богдан Ступка, художній керівник Національного академічного драматичного театру ім. І. Франка. Мати Лариса Семенівна Ступка (до шлюбу — Корнієнко) — солістка Львівського театру опери й балету та Київського театру опери й балету ім. Шевченка, також знімалася в кіно.
Перша дружина — Тетяна Капліна, друга — Ірина, художник-модельєр за освітою, директор-розпорядник театру «Сузір'я». Сини: Дмитро Ступка (від першого шлюбу, актор київського театру імені Франка) та Богдан Ступка, дочка Устина Ступка. Третя дружина (з 2015 року) — Дарина, студентка театрального вишу.

## Політика
У серпні 2012 року приєднався до партії «Україна — Вперед!», очолюваної Наталією Королевською, за списком під третім номером якої балотувався до Верховної Ради України. Свою участь у цьому політичному проєкті коментувати відмовився. На виборах партія отримала 1,58 %; до Верховної Ради України Королевська та її партія не потрапили.

## Роботи у кіно
- 1979 — «Забудьте слово „смерть“» — хлопчик у «будьонівці» з яблуком (у титрах не вказаний)
- 1985 — «Женихи»
- 1987 — «Жменяки» — Степан Жменяк
- 1987 — «Вісімнадцятирічні»
- 1988 — «Камінна душа» — Іванко
- 1990 — «Я той, хто є...»
- 1991 — «Особиста зброя»
- 1991 — «Ніч самогубця»
- 1992 — «Господи, прости нас грішних» — Степан
- 1999 — «Як коваль щастя шукав»
- 2002 — «Молитва за гетьмана Мазепу» — Пилип Орлик
- 2004 — «Евіленко / Evilenko» — Доктор Амітрін
- 2007 — «Російський трикутник» — Капітан Шакальський
- 2008 — «Куплю друга» — Артем Кімович Сичов
- 2008 — «Богдан-Зиновій Хмельницький» — Тиміш
- 2008 — «Серце на долоні» / «Serce na dłoni»
- 2008 — «Тарас Бульба»
- 2010 — «Ми з майбутнього 2»
- 2011 — «Платон Ангел» — маляр, чоловік Клави
- 2012 — «Одеса-мама» — фарцівник Шуня
- 2012 — «Матч» — Дещеня
- 2014 — «Мажор» — Іван Петрович Смоленцев
- 2016 — «Диво за розкладом» — ректор університету
- 2016 — «Папараці» — Марат Генрихович Щєглов
- 2017 — «Гіркі жнива» / «Bitter Harvest» — Бойко
- 2017 — «Ізі» / «Izi» — Богдан, католицький священник з України
- 2017 — «Казка старого мельника» — чоловік Параски
- 2018 — «Крути 1918» — червоний комісар
- 2018 — «Ефір» — російський командир
- 2019 — «Моя ідеальна мама» — бізнесмен Микола Коренєв
- 2020 — «Карпатський рейнджер»
- 2020 — «Козаки. Абсолютно брехлива історія» — кошовий
- 2021 — «Джек & Лондон» — Віктор
- 2023 — «БожеВільні» — Микола Худимчук, головний лікар психлікарні

## Дублювання та озвучення
- «Район Мелроуз» — (багатоголосе закадрове озвучення студії «1+1»)
- «Усі жінки — відьми» — (багатоголосе закадрове озвучення студії «1+1»)
- «Нічого втрачати» — (багатоголосе закадрове озвучення студії «1+1»)
- «Цей шалений, шалений, шалений світ» — всі чоловічі ролі (двоголосе закадрове озвучення студії «1+1»)
- «Молодий Франкенштейн» — всі чоловічі ролі (двоголосе закадрове озвучення студії «1+1»)
- «Срібна стріла» — всі чоловічі ролі (двоголосе закадрове озвучення студії «1+1»)
- «Чужий» — всі чоловічі ролі (двоголосе закадрове озвучення студії «1+1»)
- «Чужі» — всі чоловічі ролі (двоголосе закадрове озвучення студії «1+1»)
- «Колісниці вогню» — всі чоловічі ролі (двоголосе закадрове озвучення студії «1+1»)
- «Помста придурків» — всі чоловічі ролі (двоголосе закадрове озвучення студії «1+1»)
- «Поліцейська академія» (1—3 і 5—6 частини) — всі чоловічі ролі (двоголосе закадрове озвучення студії «1+1»)
- «Роман з каменем» — всі чоловічі ролі (двоголосе закадрове озвучення студії «1+1»)
- «Перлина Нілу» — всі чоловічі ролі (двоголосе закадрове озвучення студії «1+1»)
- «Людина дощу» — всі чоловічі ролі (двоголосе закадрове озвучення студії «1+1»)
- «До бою!» — всі чоловічі ролі (двоголосе закадрове озвучення студії «1+1»)
- «Глорія» — всі чоловічі ролі (двоголосе закадрове озвучення студії «1+1»)
- «Шанхайський сюрприз» — всі чоловічі ролі (двоголосе закадрове озвучення студії «1+1»)
- «Робін Гуд» — всі чоловічі ролі (двоголосе закадрове озвучення студії «1+1»)
- «У ліжку з ворогом» — всі чоловічі ролі (двоголосе закадрове озвучення студії «1+1»)
- «Доктор Голлівуд» — всі чоловічі ролі (двоголосе закадрове озвучення студії «1+1»)
- «Тонка блакитна лінія» — всі чоловічі ролі (двоголосе закадрове озвучення студії «1+1»)
- «Заряджена зброя» — всі чоловічі ролі (двоголосе закадрове озвучення студії «1+1»)
- «Немовля на прогулянці» — всі чоловічі ролі (двоголосе закадрове озвучення студії «1+1»)
- «Патруль часу» — всі чоловічі ролі (двоголосе закадрове озвучення студії «1+1»)
- «Мандри Гулівера» — всі чоловічі ролі (двоголосе закадрове озвучення студії «1+1»)
- «Великий білий чемпіон» — всі чоловічі ролі (двоголосе закадрове озвучення студії «1+1»)
- «Роксана» — всі чоловічі ролі (двоголосе закадрове озвучення студії «1+1»)
- «Канонерка» — всі чоловічі ролі (двоголосе закадрове озвучення студії «1+1»)
- «Війна Роуз» — всі чоловічі ролі (двоголосе закадрове озвучення студії «1+1»)
- «Страсний тиждень» — всі чоловічі ролі (двоголосе закадрове озвучення студії «1+1»)
- «Хто боїться Вірджинії Вульф?» — всі чоловічі ролі (двоголосе закадрове озвучення студії «1+1»)
- «Дуже страшне кіно 2» — всі чоловічі ролі (двоголосе закадрове озвучення студії «1+1»)
- «Агентство моделей» — всі чоловічі ролі (двоголосе закадрове озвучення студії «1+1»)
- «Життя як диво» — всі чоловічі ролі (двоголосе закадрове озвучення студії «Контакт» на замовлення телеканалу «1+1»)
- «Супермен 2» — (багатоголосе закадрове озвучення телеканалу «Інтер»)
- «Космічні ковбої» — (багатоголосе закадрове озвучення телеканалу «Інтер»)
- «Кенан і Кел» — (багатоголосе закадрове озвучення телеканалу «ICTV»)
- «Пірати карибського моря» (1—3 і 5 частини) — Вілл Тернер (дубляж компанії «Невафільм Україна» і студії «Le Doyen»)
- «Тачки» (3 частини) — Блискавка Маккуїн (дубляж компанії «Невафільм Україна» і студії «Le Doyen»)
- «Одного разу в Римі» — Антоніо (дубляж студії «Le Doyen»)
- «Вольт» — Вольт (дубляж студії «Le Doyen»)
- «Аліса в країні чудес» — Божевільний Капелюшник (дубляж студії «Le Doyen»)
- «Аліса в задзеркаллі» — Божевільний Капелюшник (дубляж студії «Le Doyen»)
- «Мулен Руж» — (дубляж студії «Pteroduction Sound»)
- «Мадагаскар 2» — Другий браконьєр (дубляж студії «Постмодерн»)
- «Роги та копита» — (дубляж студії «Lemma»)
- «Чарівний горох» — (озвучення студії «Укранімафільм»)
- «Бабай» — Чорт (озвучення студії «Укранімафільм»)
- «Ультиматум Борна» — Джейсон Борн (кінотеатральний дубляж)

## Ролі у театрі

### Національний академічний драматичний театр імені Івана Франка
- Паллант — «Енеїда» І. Котляревського
- Перчик — «Тев'є-Тевель» Шолом-Алейхема
- Хлоня — «Санаторійна зона» М. Хвильового
- Михась — «Гріх» В. Винниченка
- Принц — «Біла ворона» Ю. Рибчинського
- Альфредо — «Привиди» Едуардо де Філіппо
- Ілько — «Патетична соната» М. Куліша
- Наглядач — «Записки божевільного» М. Гоголя
- Лукаш — «Лісова пісня» Лесі Українки
- Буртінус — «Стережися лева» Я. Стельмаха
- Сер Модред — «Мерлін, або спустошена країна» Т. Дорста, В. Елера
- Люченцьйо — «Приборкання норовливої» В. Шекспіра
- Писар — «Український водевіль, або вип'ємо й поїдемо!» М. Кропивницького
- Едгар — «Король Лір» В. Шекспіра
- Густав — «Бал злодіїв» Жана Ануя
- Тузенбах — «Три сестри» А. Чехова
- Джефрі — «Я, Генрі II» Дж. Голдмена
- Капітан Гарді — «Леді і Адмірал» Т. Реттігана
- Леон Венгожевський — «Мама, або несмачний витвір на дві дії з епілогом» Ст. Віткевича
- Лонгин — «Буквар миру» Г. Сковороди
- Креонт — «Цар Едіп» Софокла
- Хлестаков — «Ревізор» М. Гоголя
- Далі — «Істерія» Террі Джонсона
- Меркуціо — «Ромео і Джульєтта» Вільяма Шекспіра
- Смердяков — «Брати Карамазови» Ф. Достоєвського
- Фігаро — «Весілля Фігаро» Бомарше
- 2018, 9 червня — «Війна» Ларса Нурена; реж. Давид Петросян — Дядько[22][23][24]
- 2018, 25 грудня — «Коріолан» за однойменною трагедією Вільяма Шекспіра; реж. Дмитро Богомазов — Сіціній Велут, народний трибун[25]
- 2020, 5 серпня — «Крум» Ханоха Левіна; реж. Давид Петросян — Дядько Крум[26][27][28]
- 2021, 5 травня — «Пер Гюнт» за п'єсою Генріка Ібсена; реж. Іван Уривський — Пер Гюнт[29][30][31][32]

### Київський національний академічний Молодий театр
- Отто фон Ф. — «Московіада» Ю. Андруховича (2006; реж. — Станіслав Мойсеєв)

## Телепроєкти
- «Танці з зірками» (1+1)
- «Перший мільйон» (1+1)
- «12 найкращих шахраїв» (документальний проєкт ICTV)
- «Останній герой» (ICTV)

## Нагороди й номінації
| Нагороди й номінації | Нагороди й номінації | Нагороди й номінації          | Нагороди й номінації | Нагороди й номінації |
| Рік                  | Премія               | Номінація                     | Робота               | Результат            |
| -------------------- | -------------------- | ----------------------------- | -------------------- | -------------------- |
| 2006                 | «Телетріумф»         | Ведучий розважальної програми |                      | Перемога             |

## Мультимедія
- Остап Ступка став прототипом одного з персонажів українського мультсеріалу Казкова Русь.
- 2012 — Разом з Іреною Карпою знявся в кліпі гурту KOZAK SYSTEM «Така Спокуслива» (реж. Тарас Дронь)[33]